# Furiani
Furiani [fuʁjani] est une commune française de la banlieue sud de Bastia située dans la circonscription départementale de la Haute-Corse et le territoire de la collectivité de Corse. Elle appartient à l'ancienne piève d'Orto.

## Géographie

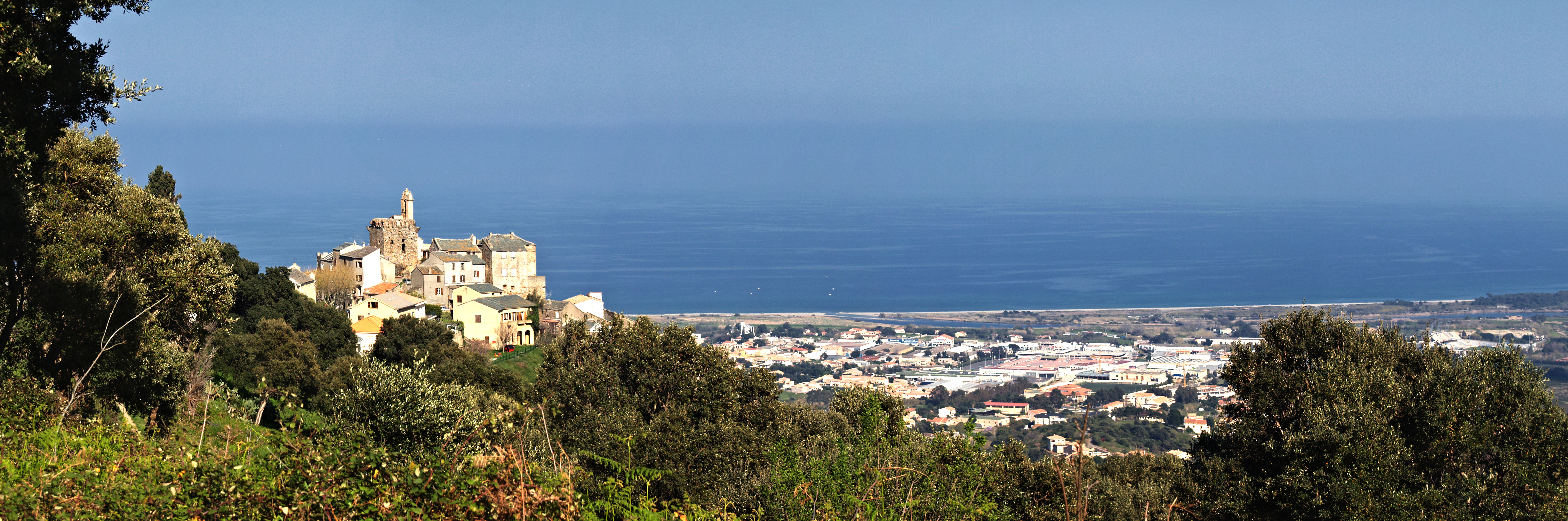
Panorama du vieux village de Furiani et sa plaine.

Les communes limitrophes sont Bastia, Biguglia, Barbaggio, Oletta et Poggio-d'Oletta.

### Situation
Située sur la façade maritime orientale de l'île, au sud de Bastia dont elle est limitrophe, la commune de Furiani était rattachée à l'ancien district urbain de Bastia. Elle fait partie aujourd'hui de la communauté d'agglomération de Bastia. Sa partie littorale occupe le nord de la plaine de la Marana.
En 1789, le territoire de la Corse passa sous la souveraineté du royaume de France. Avant cette année là, Furiani se trouvait dans l'ancienne piève d'Orto - Diocèse de Mariana, dans le « Deçà des monts », territoire équivalent à l'actuel département de la Haute-Corse.
Communes limitrophes

### Géologie et relief
Furiani est une commune du littoral, au nord de la seule véritable plaine de l'île qui s'étend sur la côte orientale, depuis Bastia jusqu'à l'embouchure de la Solenzara, sur environ 90 km de longueur - sa largeur maximale étant de 12 km). La commune se situe dans ce que les géologues distinguent sur l'île, la « Corse orientale » où dominent les schistes, par opposition à la « Corse occidentale » ancienne, constituée pour l'essentiel de roches granitiques.
Son territoire est délimité de la façon suivante :
- au nord par une arête partant du sud de la chaîne montagneuse de la Serra di Pigno, proche du col de Teghime (Barbaggio), orientée est-sud est, et se prolongeant jusqu'à la mer au nord du grau de l'étang de Biguglia ;
- à l'ouest, ses limites partent du Monte Canarinco, passent par la carrière de Serra d'Algo et Punta Ficaggiola (665 m) puis longent un peu en contrebas la ligne de crête de Monte a a Torra qui la sépare de Poggio-d'Oletta et dont le plus haut sommet sont les rochers de Petrici (837 m). Le point culminant de la commune se situe à Orsinco (724 m) ;
- au sud, les limites démarrent au Monte Infilati (575 mètres) et se dirigent vers la mer au lieu-dit Tumbulu biancu, coupant le vaste lotissement des Collines puis traversant l'étang de Biguglia ;
- à l'est, c'est une large bande de sable comportant le grau de l'étang de Biguglia que borde la mer Tyrrhénienne.

Entre la montagne où le village est bâti à plus de 200 mètres d'altitude, et la mer, se trouve la « plaine » de Furiani. Celle-ci occupe la partie septentrionale de la plaine de la Marana, une zone maraîchère qui a depuis toujours alimenté Bastia en fruits et légumes.

### Hydrographie
Le ruisseau de San Pancrazio est le principal cours d'eau, alimenté par de nombreux petits torrents lors de périodes pluvieuses. Il prend sa source dans la Serra d'Algo et se jette dans le grau de l'étang de Biguglia qui est l'émissaire du Bevinco.
Le ruisseau de Sant'Agata, autre cours d'eau au sud du précédent, prend sa source à environ 600 mètres d'altitude, sur le flanc oriental du mont Orsinco et se jette dans l'étang de Biguglia, à hauteur de l'ancien fortin.

### Climat et végétation
Le climat, doux dans l'ensemble et tempéré par l'action de la mer, est caractérisé par un ensoleillement important et par une pluviométrie relativement élevée en automne et entre les mois de février et mars. Les précipitations, fortes et soudaines, sont la cause d'inondations de chaussées, commerces et habitations dans la partie de la plaine. Par ailleurs, la commune est balayée plusieurs fois dans l'année, par de fortes rafales du libeccio.
Dans un passé récent, les hauteurs de la commune étaient fréquemment dévastées par de nombreux incendies en fin de saison estivale. Aussi, il n'existe pas de forêts, voire de bosquets sur son territoire où le maquis méditerranéen bas règne.

### Voies de communication et transports

#### Accès routiers
Du nord au sud, la commune est traversée par la RT 11 ex -RN 193. Cette route prolongée par la RT 20, relie Bastia à Ajaccio les deux métropoles de Corse. En voie express - en 2x2 voies - entre Lupino, quartier sud de Bastia et Vescovato, elle porte le nom d'avenue Sampiero-Corso, de Lupino au giratoire de Biguglia dit « rond-point de Ceppe ».
La route D 464 double l'avenue Sampiero-Corso, entre le giratoire dit « rond-point de Montesoro » - Bastia - et celui de Biguglia, en traversant la commune plus à l'intérieur des terres, au pied des premières collines. Elle était l'ancienne route principale à la sortie sud de Bastia toujours dite « Route Impériale ».
Cette route est de nos jours très fréquentée en raison du fort et récent développement de l'habitat au flanc des collines de Furiani et de Biguglia que la voie longe. Aussi, est en cours d'aménagements une nouvelle route permettant d'accéder à la ville de Bastia par ses hauteurs - ou pour se rendre dans le Cap Corse au nord, par le contournement de la ville de Biguglia, entrée sud de l'agglomération, via Furiani. Plusieurs sections sont déjà ouvertes à la circulation, dont celle au départ du rond-point de Baracone à Furiani, jusqu'à celui d'Agliani à Bastia.

#### Transports
Furiani se trouve sur la ligne de Bastia à Ajaccio des CFC. Elle est dotée d'une gare entre l'Avenue Sampiero Corso et le stade de Furiani. Elle est aussi desservie par le service suburbain entre les gares de Bastia et Casamozza qui comporte 20 stations intermédiaires sur une vingtaine de kilomètres. Trois de ces arrêts sont situés sur la commune : Saltatojo, La Rocade et Polyclinique.
Le port de Commerce de Bastia est distant de 7 km du giratoire dit « rond-point de Furiani ». De ce point, l'aéroport de Bastia Poretta se situe à 14 km.

## Urbanisme

### Typologie
Au 1er janvier 2024, Furiani est catégorisée ceinture urbaine, selon la nouvelle grille communale de densité à sept niveaux définie par l'Insee en 2022.
Elle appartient à l'unité urbaine de Bastia, une agglomération intra-départementale regroupant sept communes, dont elle est une commune de la banlieue,,. Par ailleurs la commune fait partie de l'aire d'attraction de Bastia, dont elle est une commune de la couronne,. Cette aire, qui regroupe 93 communes, est catégorisée dans les aires de 50 000 à moins de 200 000 habitants,.
La commune, bordée par la mer Méditerranée, est également une commune littorale au sens de la loi du 3 janvier 1986, dite loi littoral. Des dispositions spécifiques d’urbanisme s’y appliquent dès lors afin de préserver les espaces naturels, les sites, les paysages et l’équilibre écologique du littoral, tel le principe d'inconstructibilité, en dehors des espaces urbanisés, sur la bande littorale des 100 mètres, ou plus si le plan local d’urbanisme le prévoit.

### Occupation des sols
L'occupation des sols de la commune, telle qu'elle ressort de la base de données européenne d’occupation biophysique des sols Corine Land Cover (CLC), est marquée par l'importance des forêts et milieux semi-naturels (62,3 % en 2018), une proportion identique à celle de 1990 (61,8 %). La répartition détaillée en 2018 est la suivante : 
milieux à végétation arbustive et/ou herbacée (58,1 %), zones agricoles hétérogènes (14,2 %), zones urbanisées (12,2 %), zones industrielles ou commerciales et réseaux de communication (5,5 %), eaux maritimes (4,4 %), espaces ouverts, sans ou avec peu de végétation (4,2 %), espaces verts artificialisés, non agricoles (1,3 %). L'évolution de l’occupation des sols de la commune et de ses infrastructures peut être observée sur les différentes représentations cartographiques du territoire : la carte de Cassini (XVIIIe siècle), la carte d'état-major (1820-1866) et les cartes ou photos aériennes de l'IGN pour la période actuelle (1950 à aujourd'hui).

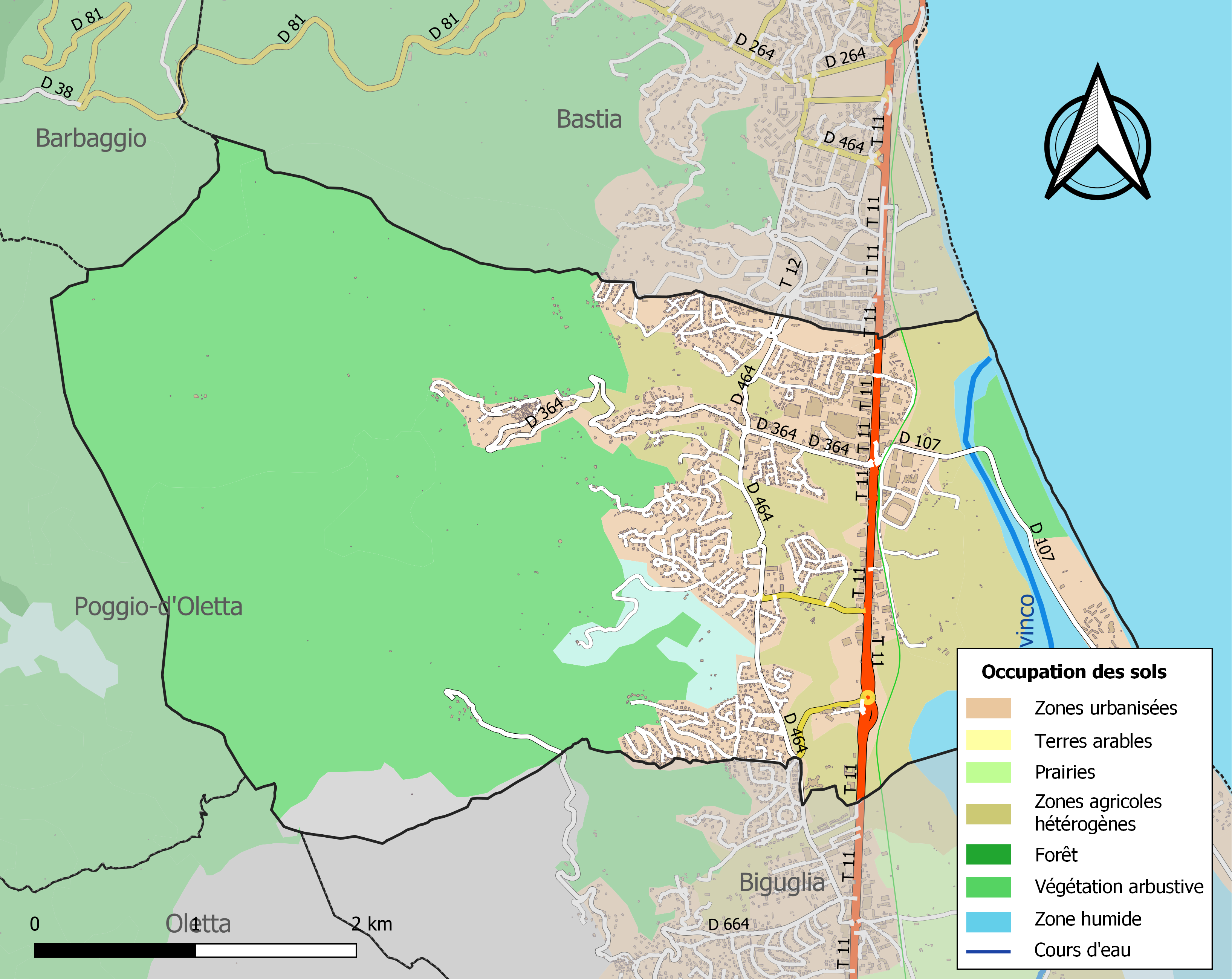
Carte des infrastructures et de l'occupation des sols de la commune en 2018 (CLC).

### Habitat
Les habitants vivaient autrefois dans des maisons groupés dans le petit village bâti sur un éperon rocheux, en place forte autour du château de Furiani. De cette forteresse, il ne reste qu'une tour qui fut restaurée jadis par Pascal Paoli.
Furiani a profité lors des vingt-cinq dernières années, tant de l'exode rural et de l'attraction de Bastia, que du développement de l'habitat résidentiel. D'un petit village, Furiani est ainsi devenue une petite ville dépassant les 5 000 habitants (INSEE 2010). C'est sa partie dite « de plaine » qui a bénéficié de cet apport de population. De nombreux lotissements et immeubles ont été construits et occupent désormais les flancs des collines de Furiani. Le long de la RT 11 (ex-RN 193), se sont installées des surfaces commerciales de tous types - concessions automobiles, magasins de meubles, de carrelages et sanitaires, d'alimentation, etc. et de services. Furiani compte un hyper marché "Géant Casino", avec une galerie marchande. La ville comptait aussi le plus grand restaurant Quick de France.

## Histoire

### Antiquité

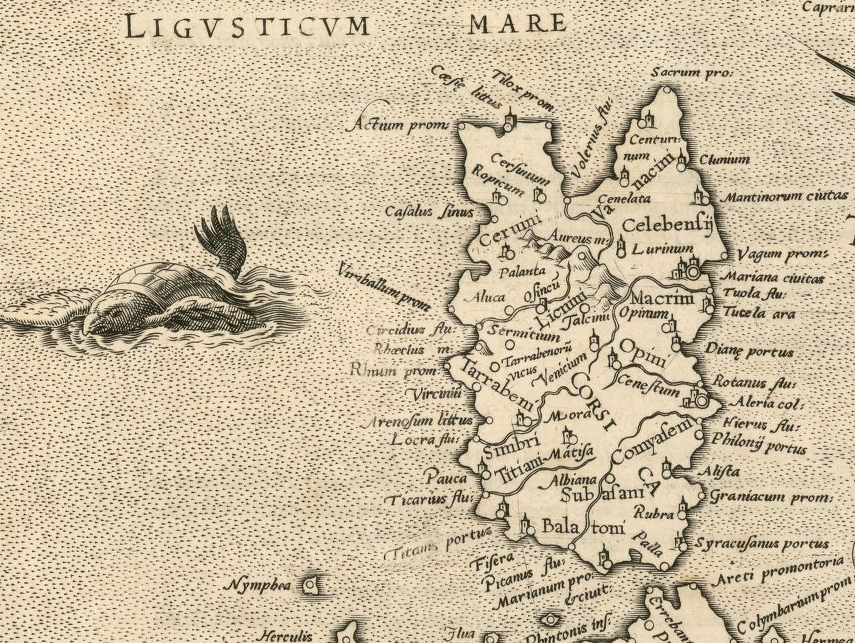
La Corse de Ptolémée.

En 111 av. J.-C., la Corse est pacifiée par les Romains. Les « Vanacini », peuplade indigène qui occupait le territoire, sont chassés de la plaine d'Orto, au sud de Mantinum (Bastia). La colonie de Mariana avec son port est créée à cette époque.
Les vestiges d'un hameau antique ont été découverts à Furiani le 20 septembre 2016 lors de travaux de terrassement pour la construction de logements sociaux. Les archéologues de l’INRAP les datent du IIe siècle, soit de la période de colonisation de la Corse : Mariana et Aléria.
Ptolémée mentionne également Vagum promontorium qui est généralement identifié avec la Pointe d'Arco (aujourd'hui sur la commune de Borgo. « Il y a lieu de se rappeler que la bande de sable qui sépare la mer de l'étang de Biguglia est d'une formation postérieure à Ptolémée, Dans ces conditions, il convient de placer le Vagum promontorium dans l'intérieur des terres, vers la station de Furiani ».
Le territoire qui correspondait aux anciens pays de Marana et de Moriani, est alors occupé par les « Mariani » les nouveaux colons romains

### Moyen Âge
Furiani était à la fois le centre de la pieve d'Orto et une seigneurie. En 1072, la famille Da Furiani qui domine Furiani, avec l'aide du marquis de Massa de la lignée des Obertinghi, chasse d'Orto et Lota les Delle Suere.
Venus de Sant' Angelo de Balagne, les seigneurs Aschesi (Famille De Lasso) pro-pisans s'implantent dans la pieve d'Orto, ravissent Furiani et édifient un castrum sur un éperon rocheux.
En 1130, les actifs sires De Bagnaria enrichis dans le commerce (vins, bois, poissons de Chiurlino) deviennent une puissante famille seigneuriale. Les Aschesi deviennent leurs vassaux. Promus seigneurs, les Bagnaninchi construisent un castello à Belgodère d'Orto (dit plus tard Belgodère de Bagnaria) puis grâce à Pise, ils obtiendront l'administration d'Orto, de la Marana, des Costiere en s'appuyant sur les châteaux de Furiani, Biguglia, Ischia, Montechiaro, Stella et seront en conflit avec les seigneurs voisins, au XIIIe siècle pour Pietrabugno, Montebello-Cotone, Croce d'Oletta.
En 1267, les nobles de Furiani offrent l'hôpital San Nicolao de Cardo à l'hôpital de la Miséricorde de Pise. Il est situé à Porto Cardo, sur le port où sera installée la Bastia vers 1380.
Aux XIIIe et XIVe siècles il est fait mention d'un bourg.
En 1420, un contingent génois venu contester au roi d'Aragon la souveraineté de l'île est massacré à Furiani par les troupes de Vincentello d'Istria.

#### Castrum de Furiani
Il est fait mention du castrum la première fois dans un serment de fidélité prêté en 1247 : en gage de sa fidélité envers la république maritime de Pise, Alberto de Bagnaia remet six châteaux, immédiatement rétrocédés en fief. Parmi ces fortifications, sont mentionnées celles de Furiani, Croce et Montechiaro portant le nom de trois lignages alliés.
Furiani, avec Biguglia, sont les deux gros castra de la piève d'Orto. Le castrum surplombe de quelques mètres la route est-ouest qui relie le Nebbio et la Marana. Lui fait face et bien en vue, le castrum adverse de Montebello, situé sur un petit éperon rocheux, à 2 km à l'ouest.
Édifié sur un éperon avec des escarpements infranchissables de plusieurs dizaines de mètres de haut, le donjon est construit au départ de l'éperon, de manière à défendre l'accès.
Selon la chronique de Giovanni della Grossa, le mouvement insurrectionnel populaire de 1358 parvint rapidement à la destruction de tous les châteaux, excepté six.

### Temps modernes
Furiani a été le théâtre de nombreuses batailles.
- En 1554, sous Sampiero Corso, Henri II et Charles Quint se disputent la Corse. C'est une suite d'opérations importantes, menées par des troupes professionnelles nombreuses et aguerries, d'attaques et de contre-attaques victorieuses, dans lesquelles intervient la cavalerie. Les contingents gascons du Roi de France occupent et défendent alors le village. Vingt-cinq galères françaises, aux côtés de soixante galères du Grand-Turc, allié de la France contre le Saint-Empire, débarquent des équipements sur la plage de l'Arinella[16].
- En 1729, au début de la « guerre de Quarante ans » (1729-1769), également appelée « Révolution Corse », les troupes génoises sont défaites à Furiani, par Luiggi Giafferi.

« Après le soulèvement de 1730, à la suite duquel les notables corses prennent la tête de la révolte contre Gênes, qui perd le contrôle des deux tiers de l'île, Bastia reste la tête de pont de Gênes en Corse, au débouché des zones d'approvisionnement insulaires de la grande cité ligure. Entre Bastia et ces zones, un verrou : le village fortifié de Furiani. La position stratégique de Furiani lui permet d'interdire à Bastia les accès de la Plaine Orientale, du Centre et enfin, par voie de terre, du Nebbio, dont le chef-lieu, le port de Saint-Florent, est alors, comme presque tous les ports, aux mains de Gênes. Qui tient Furiani peut affamer la capitale et interdire à la Sérénissime République de contrôler l'intérieur. Au XVIIIe siècle, cet enjeu n'a pas valu moins de six sièges au village, sur les sept qu'il a connus au cours de l'histoire. »

— Marc Piazza in Le Siège de Furiani.
- 1731 - Le siège fait suite à la Consulte Nationale de Saint-Pancrace tenue le 22 décembre 1730 au pied-même de Furiani. Le général Warchtendonck du Saint-Empire romain germanique auquel est alliée Gênes, vient réprimer le mouvement et fait incendier le village.
- 1736 -

« Le siège de 1736 se déroule du temps du Roi Théodore, fondateur du Royaume de Corse, placé sous l'égide de l'Immaculée Conception, et que le clan des Paoli abandonne à un moment décisif. Le Commissaire général génois Rivarola fait incendier le village et détruire l'église paroissiale Saint-Érasme, « non-pas pour punir ses habitants, mais parce qu'il a donné asile à des rebelles ». »

— Marc Piazza in Le Siège de Furiani.
- 1759 compte deux sièges, en mars et mai, à Furiani, toujours parce que le village empêche l'approvisionnement de Bastia. L'ancien doge Giovan Giacomo Grimaldi, devenu commandant en chef des troupes génoises en Corse, fait démolir l'église de Saint-Pancrace, symbole de la révolte depuis 1731.

Dans sa lettre du 30 avril 1759, Monseigneur De Angelis, visiteur apostolique, écrivait : « De la possession de Furiani dépend l'existence de la capitale Bastia et Saint-Florent ».
- 1763, du 5 juin au 19 juillet, Pascal Paoli y est assiégé par les troupes génoises commandées par Aleriu Fancescu Matra[17]. Le siège de 1763, le sixième, à la fois le plus long et le plus meurtrier, constitue le chant du cygne du préside de Furiani, haut-lieu du royaume de Corse.

### Époque contemporaine
Le fort Sansonetti, partie du dispositif de défense mis en place par les Génois pour défendre la ville de Bastia, a été détruit en 1970 en vue de l'élargissement de la route nationale 193 (2x2 voies).
La commune de Furiani est surtout connue pour la tragédie du stade Armand-Cesari. Le 5 mai 1992, une tribune s'est effondrée lors de la demi-finale de la Coupe de France, rencontre opposant l'équipe du SC Bastia à Olympique de Marseille. Cette catastrophe aura fait 18 morts et plus de 2 200 blessés. La finale opposant l'AS Monaco face à Bastia ou Marseille n'a donc jamais eu lieu.

## Économie
Furiani est une commune riche en commerces ,et grandes surfaces variées, et en PME spécialisées dans divers domaines : agriculture, industrie, services…. Son importante zone industrielle et commerciale jouxte celle de Bastia. Elle compte notamment :
- La Manufacture corse de tabacs sise au lieu-dit Voltane Suprani - RN 193. Y sont entreposés tous les produits manufacturés et commercialisés dans les débits de tabacs. On y fabrique également des cigarettes à partir de balles de tabacs importés, destinés au marché intérieur et à l'exportation. L'entreprise était jadis la Manufacture corse des tabacs Job-Bastos (M.C.T.J.B.), déplacée de Toga (Ville-di-Pietrabugno) où elle était implantée[réf. souhaitée].
- L'entreprise Pietra, première fabrique de bière en Corse à également son usine dans cet zone.

## Politique et administration

### Liste des maires
| Période                                  | Période                   | Identité                  | Étiquette | Qualité |
| ---------------------------------------- | ------------------------- | ------------------------- | --------- | --- |
| 1983                                     | 1995                      | Eugène Bertucci           | UDF       | Colonel Conseiller général du canton de Bastia-6 (1988 → 1994) Conseiller territorial de Corse (1992 → 1998)                                                                                        |
| 1995                                     | 2014                      | François Vendasi          | PRG       | Entrepreneur du BTP Sénateur de la Haute-Corse (2005 → 2014) Conseiller général du canton de Bastia-6 (1994 → 2005 puis 2008) 1er vice-président du conseil général de la Haute-Corse (2001 → 2005) |
| 2014                                     | En cours (au 23 mai 2020) | Pierre-Michel Simonpietri | DVG/PA    | Fonctionnaire retraité Conseiller départemental du canton de Bastia-4 (2015 → 2017) |
| Les données manquantes sont à compléter. |                           |                           |           | |

## Population et société

### Démographie
L'évolution du nombre d'habitants est connue à travers les recensements de la population effectués dans la commune depuis 1800. Pour les communes de moins de 10 000 habitants, une enquête de recensement portant sur toute la population est réalisée tous les cinq ans, les populations de référence des années intermédiaires étant quant à elles estimées par interpolation ou extrapolation. Pour la commune, le premier recensement exhaustif entrant dans le cadre du nouveau dispositif a été réalisé en 2007.

En 2022, la commune comptait 6 308 habitants, en évolution de +11,02 % par rapport à 2016 (Haute-Corse : +5,15 %, France hors Mayotte : +2,11 %).
| 1800 | 1806 | 1821 | 1831 | 1836 | 1841 | 1846 | 1851 | 1856 |
| ---- | ---- | ---- | ---- | ---- | ---- | ---- | ---- | ---- |
| 301  | 298  | 339  | 408  | 413  | 373  | 368  | 371  | 359  |

| 1861 | 1866 | 1872 | 1876 | 1881 | 1886 | 1891 | 1896 | 1901 |
| ---- | ---- | ---- | ---- | ---- | ---- | ---- | ---- | ---- |
| 349  | 366  | 301  | 310  | 310  | 311  | 400  | 460  | 574  |

| 1906 | 1911 | 1921 | 1926 | 1931 | 1936 | 1946 | 1954 | 1962 |
| ---- | ---- | ---- | ---- | ---- | ---- | ---- | ---- | ---- |
| 527  | 553  | 326  | 323  | 323  | 435  | 300  | 408  | 362  |

| 1968 | 1975 | 1982  | 1990  | 1999  | 2006  | 2007  | 2012  | 2017  |
| ---- | ---- | ----- | ----- | ----- | ----- | ----- | ----- | ----- |
| 414  | 565  | 1 323 | 3 286 | 3 902 | 4 583 | 4 677 | 5 591 | 5 628 |

| 2022  | - | - | - | - | - | - | - | - |
| ----- | - | - | - | - | - | - | - | - |
| 6 308 | - | - | - | - | - | - | - | - |

### Manifestations culturelles et festivités
- Le 13 juin, fête de Saint Antoine dans la chapelle du même nom.

### Cultes
L'église paroissiale San Ghjuvanni Battista relève du diocèse d'Ajaccio.

## Culture locale et patrimoine

### Lieux et monuments
- Monument aux morts.
- Fortin de, tribunes Biguglia.
- Stade Armand-Cesari est le stade du Sporting Club de Bastia depuis 1932. Il fut modernisé et agrandit au cours du temps : Terrain d'honneur, tribunes, entrée principale et parking.

#### Chapelle Sainte-Marie
La chapelle Sainte-Marie qui se trouve isolée à environ 2 km au sud du village et à 287 m d'altitude, soit un peu plus haut que le village, était l'église piévane puisque Furiani était le centre de la Pieve d'Orto. Elle est bâtie sur un plateau, à peu près à mi-chemin entre les villages de Furiani et de Biguglia.
Cette ancienne église pourrait dater du IXe siècle. Elle est donnée pour les Xe siècle et XVe siècle. Restaurée, elle est classée Monument historique.

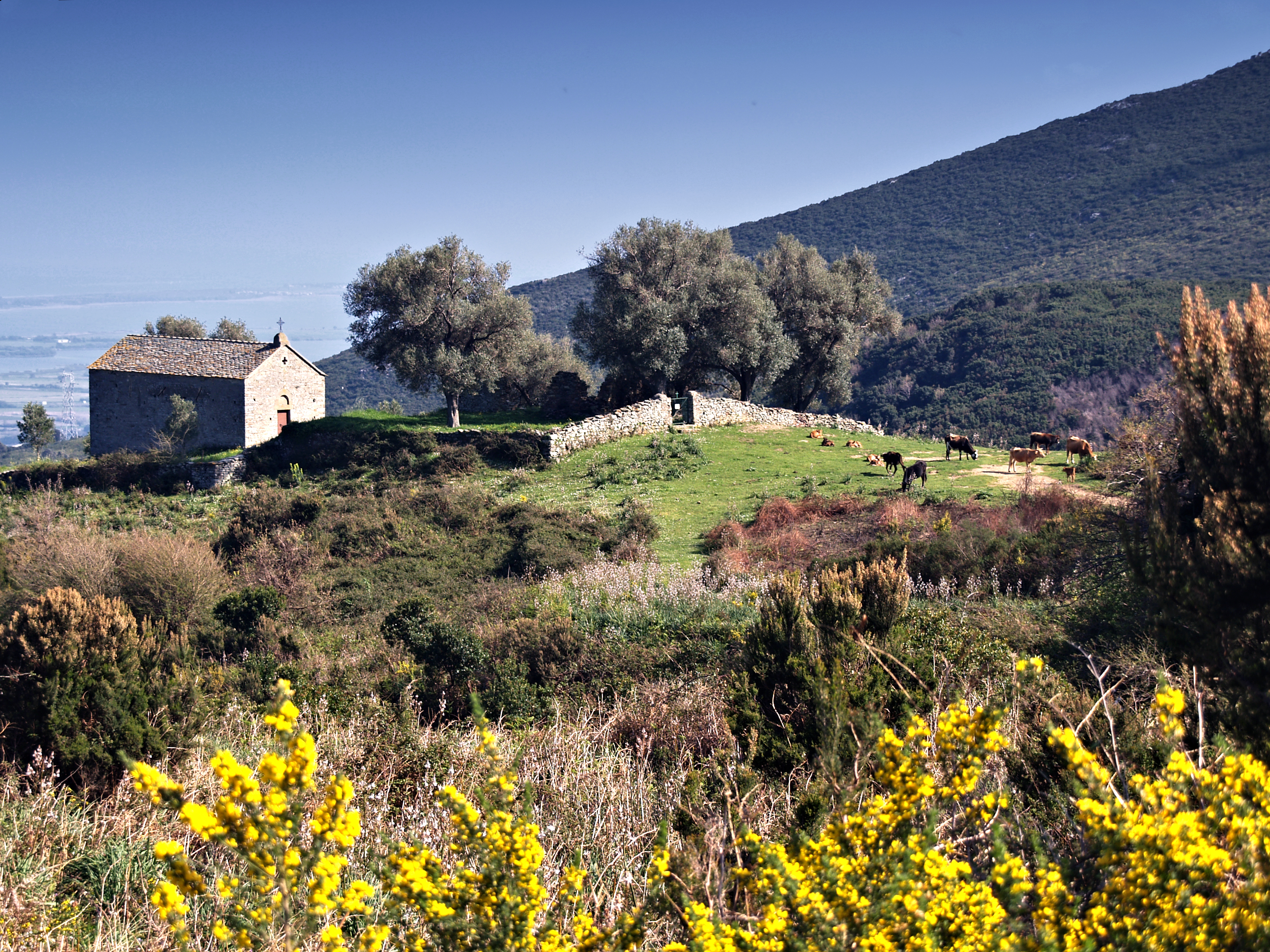
Chapelle Sainte-Marie et son jardin arboré.
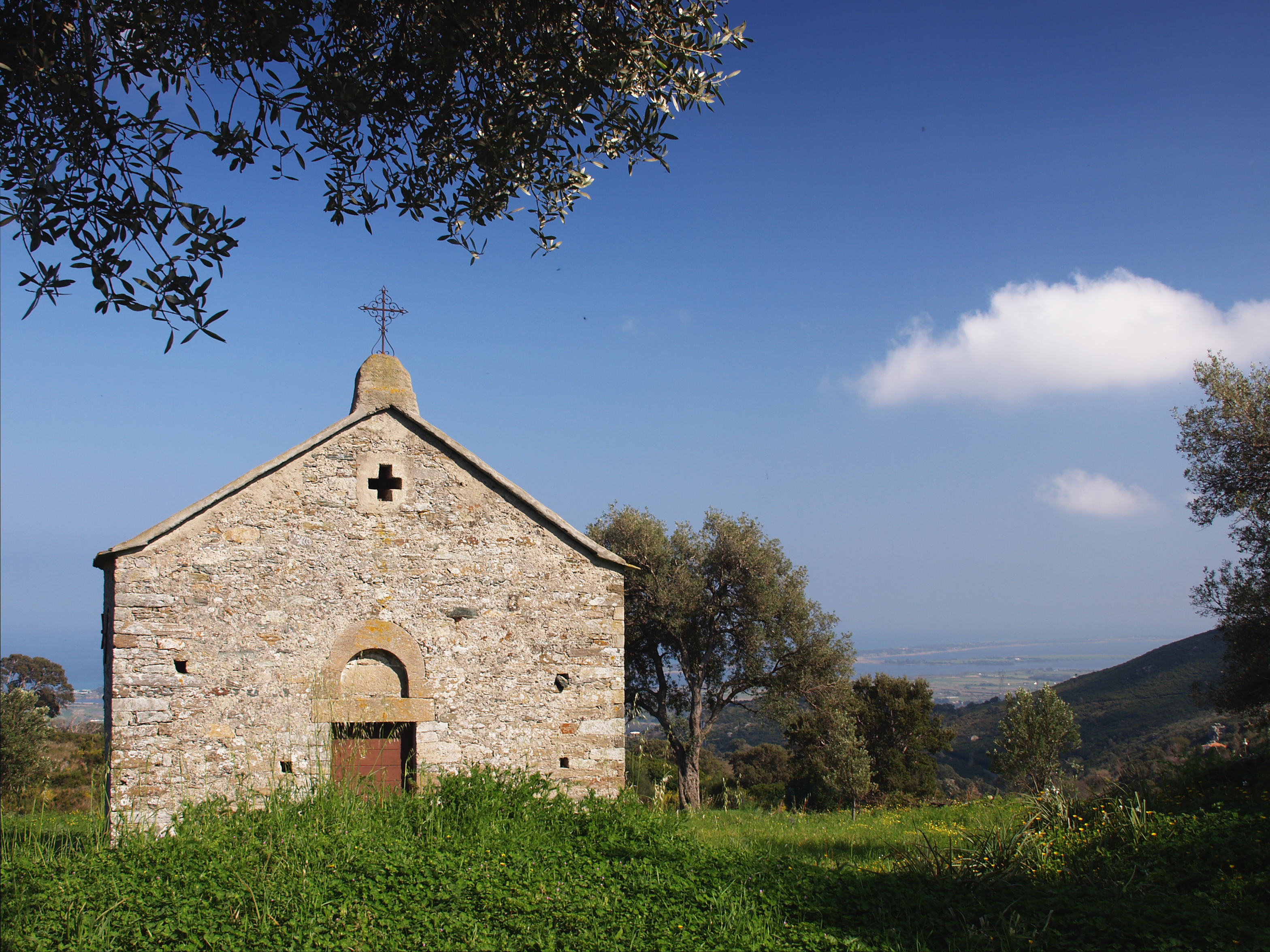
Chapelle Sainte-Marie - façade ouest - l'entrée.

#### Église paroissiale Saint-Jean-Baptiste

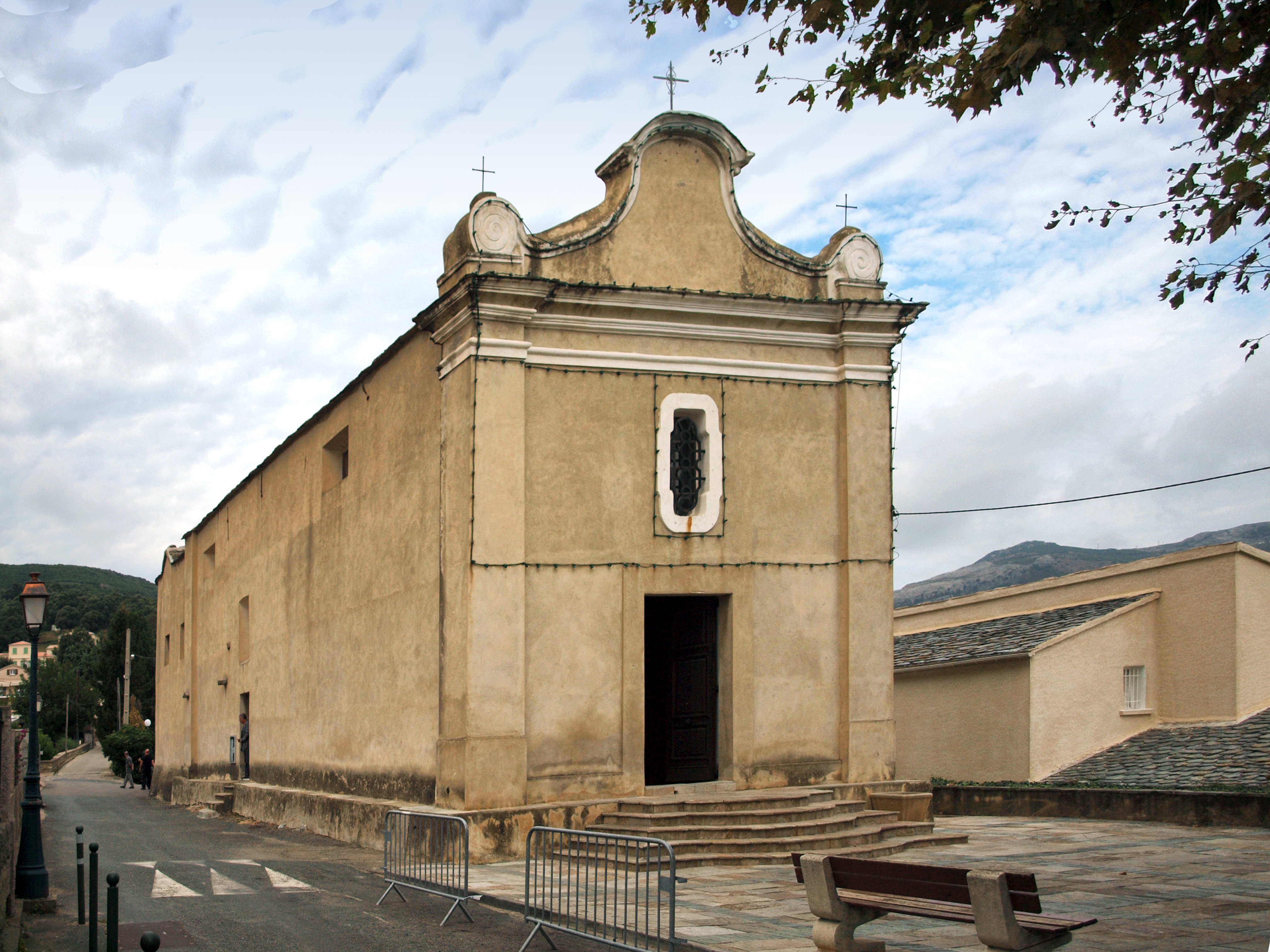
Église Saint-Jean-Baptiste.

L'église paroissiale Saint-Jean-Baptiste se situe au lieu-dit Orticcione, en haut du village. Elle était à l'origine la chapelle de Confrérie Santa Croce. Après la destruction de l'église paroissiale Saint-Érasme qui lui était voisine, lors de la grande révolte contre Gênes au XVIIIe siècle, elle est devenue église paroissiale. Saint-Érasme qui a totalement disparu, avait été construite au XVIIe siècle pour rapprocher du village l'ancienne église paroissiale San-Martino qui était trop éloignée.

« [...] l'église de la confrérie de Saint Jean-Baptiste, construite un peu à l'écart du village après la grande peste de 1580, et dont le rôle, par suite, était de servir à enterrer les morts. Depuis que le gouverneur génois Rivarola avait détruit l'église saint Érasme lors du siège de 1736, c'est Saint Jean-Baptiste, sans abside et sans clocher, qui faisait office d'église paroissiale. »

— Marc Piazza in Le Siège de Furiani.

#### Autres
Les chapelles Sant' Antone, Saint-Pancrace, Santa Agata, Santa Lucia, San Clemente, San Domenico et San Nicolo de la commune étaient des chapelles romanes. Elles sont toutes ruinées. Beaucoup ne figurent plus sur les cartes. Saint-Pancrace, Santa Agata et Santa Lucia ont donné leurs noms aux ruisseaux éponymes.
La chapelle Sant' Antone (San Antonio) se trouve en contrebas du village, sur l'autre versant du vallon. Un sentier y conduit, ainsi qu'à une fontaine sous les châtaigniers.
La chapelle Santa Lucia, à l'est-sud est de Sainte-Marie, se situe sur le sentier reliant les villages de Biguglia à Furiani, de même que l'église San Martino détruite. Quant à San Nicolo, le lieu se trouve à l'ouest de Sainte-Marie.

#### Tour Paoline

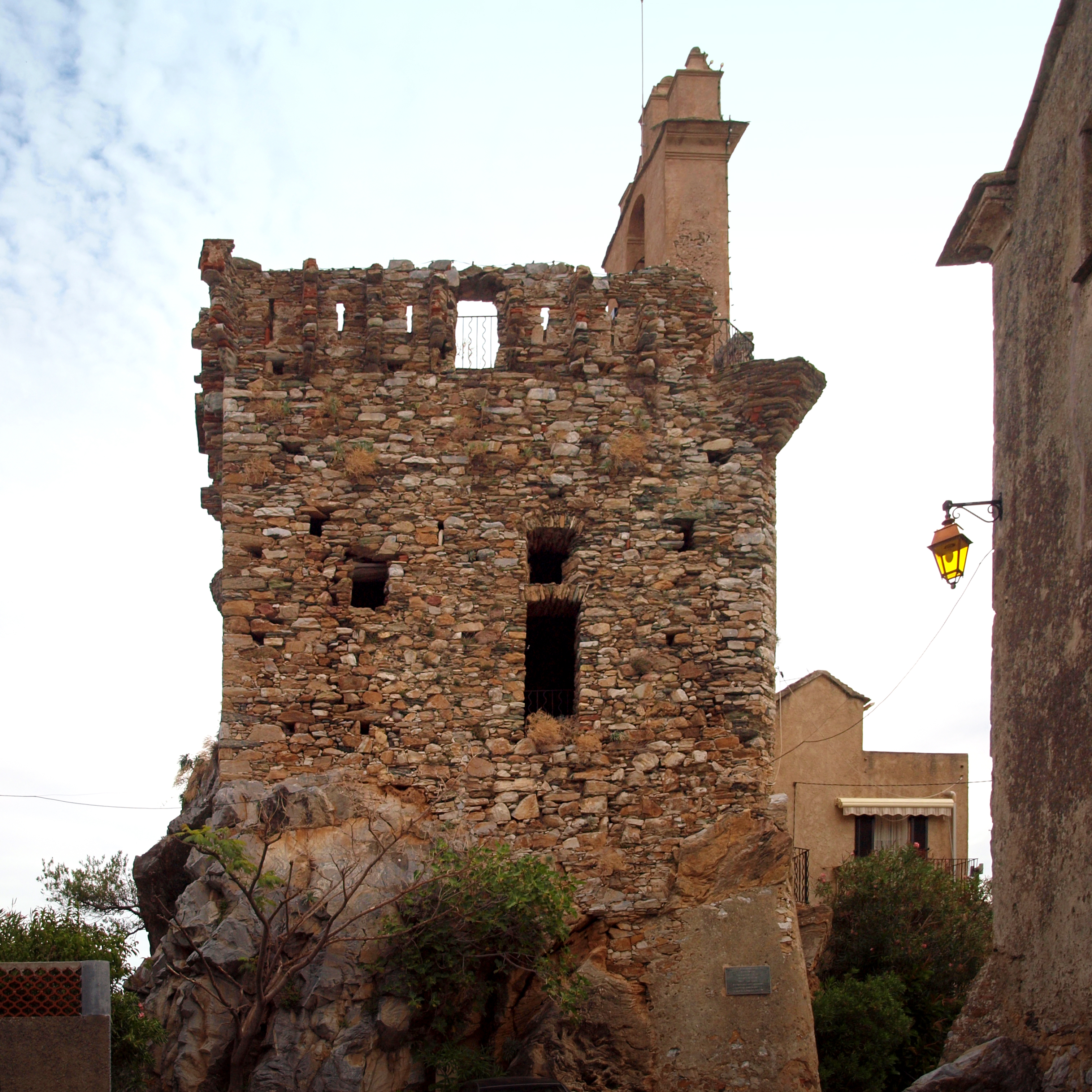
La tour Paoline.

Au Moyen Âge, Furiani était un fief seigneurial avec un château. La tour est ce qui subsiste de l'ancien château de Furiani. Elle fut entièrement rebâtie après 1763 sur ordre de Pascal Paoli, d'où son nom de « Tour Paoline ».

La tour de Furiani et la tour de Nonza sont les deux seules tours carrées édifiées sous le règne de Pascal Paoli.
Furiani était une des places fortes appartenant aux seigneurs de Bagnaria ; elle a été fortifiée depuis la présence pisane, du XIe au XVe siècle, mais surtout par les Génois.
Sur une plaque apposée au pied de la tour, il est écrit : 
« Cette tour carrée dont les échauguettes sont restées inachevées, a été édifiée par Pascal Paoli à l'époque de son généralat (1765 – 1769). Assiégé sept fois entre 1729 et 1769, Furiani fut à l'époque des révoltes, un haut lieu de la résistance contre la République de Gênes. La date de l'édification du clocher qui surmonte la tour est incertaine mais sa présence est notée en 1839 ».

### Patrimoine naturel

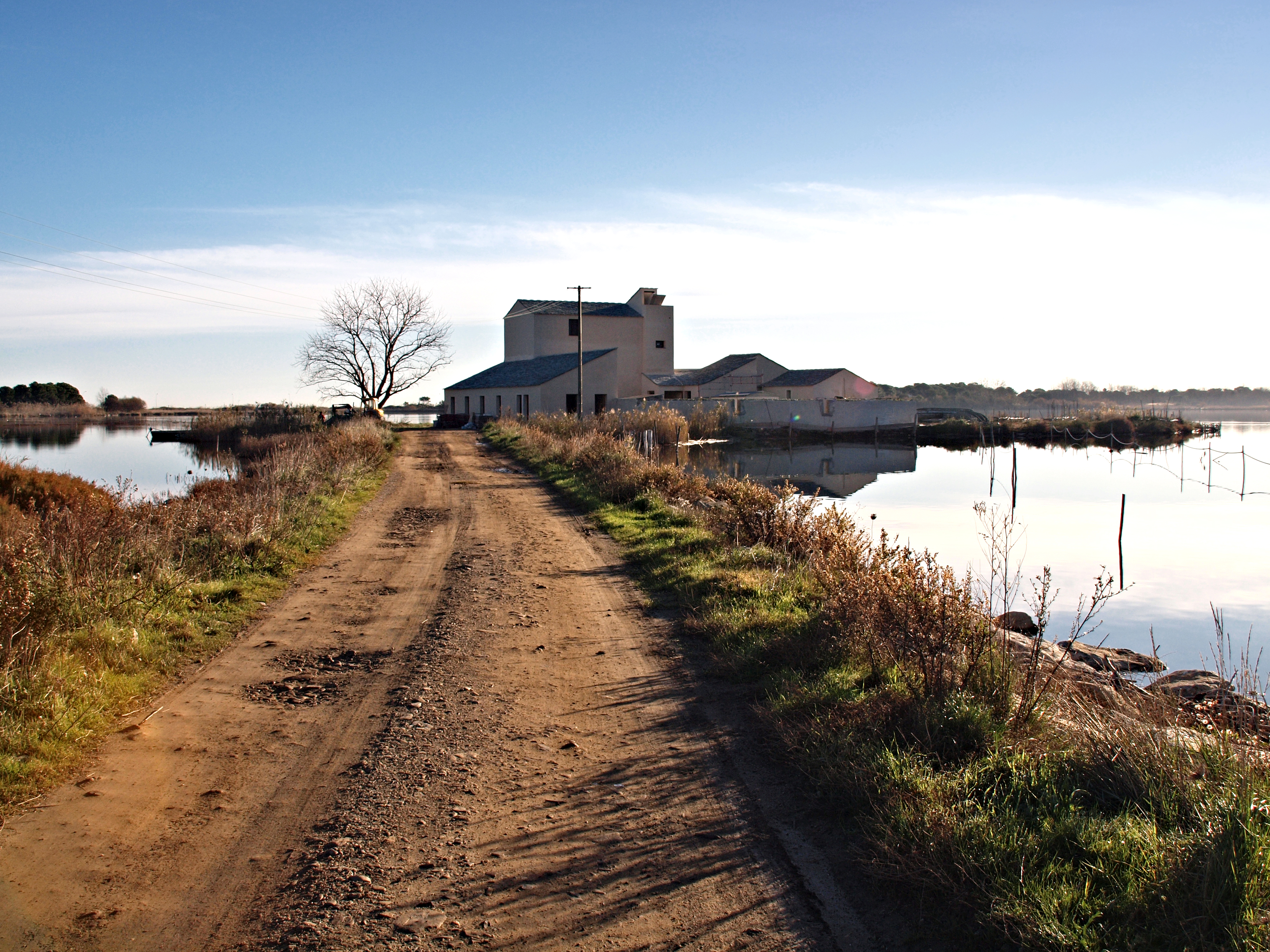
Fortin construit au bord de l'étang de Biguglia.

La commune est concernée par quatre espaces protégés, une ZNIEFF et trois sites Natura 2000 :

#### Espaces protégés
Galerie de Furiani Paterno
Cette zone créée le 16 juin 1995 par arrêté préfectoral de protection de biotope, d’habitat naturel ou de site d’intérêt géologique, couvre 2,59 ha. Elle fait l'objet de la fiche Galerie de Furiani Paterno (FR3800387) à l'Inventaire national du patrimoine naturel.
Réserve naturelle de Corse
Cette réserve créée par décret du 9 août 1994, couvre une superficie calculée - SIG (ha) de 1 817,211 5 ha et concerne les quatre communes de Furiani, Biguglia, Borgo et Lucciana. Elle fait l'objet de la fiche Étang de Biguglia (FR3600120) à l'Inventaire national du patrimoine naturel.
Rives de l'étang de Biguglia
Le Conservatoire du Littoral a acquis près de 549 ha du cordon lagunaire longeant le littoral des quatre communes de Furiani, Biguglia, Borgo et Lucciana. Ce site est repris à l'Inventaire national du patrimoine naturel sous la fiche Rives de l'étang de Biguglia (FR1100499).
Étang de Biguglia
L'étang de Biguglia est une zone humide protégée par la convention de Ramsar, d'importance internationale particulièrement comme habitats des oiseaux d'eau. Elle couvre une superficie calculée - SIG de  1 794,468 1 ha. Elle fait l'objet de la fiche Étang de Biguglia (FR7200002) à l'Inventaire national du patrimoine naturel.

#### ZNIEFF
Étang, zone humide et cordon littoral de Biguglia
Avec Bastia, Furiani, Borgo et Lucciana, Biguglia est concernée par la Zone naturelle d'intérêt écologique, faunistique et floristique de 2e génération. Elle fait l'objet de la fiche Étang, zone humide et cordon littoral de Biguglia (940004079).
L'étang de Biguglia, aussi appelé étang de Chjurlinu, situé au sud de Bastia, est le plus vaste plan d'eau lagunaire de Corse (1 450 ha).

#### Natura 2000
FR9400571 - Étang de Biguglia
Le site Natura 2000 de la directive "Habitats, faune, flore" est nommé FR9400571 - Étang de Biguglia. Le site d'Intérêt Communautaire a une superficie de 1 978 ha. Il bénéficie de protection au titre de Réserve naturelle nationale et de zone humide au titre de la convention Ramsar.
FR9400614 - Région de Furiani et monte Canarinco
Le site Natura 2000 nommé FR9400614 - Région de Furiani et Monte Canarinco d'Intérêt Communautaire, a une superficie de 2 ha. Il est protégé au titre de l'arrêté de protection de biotope, d’habitat naturel ou de site d’intérêt géologique pris pour la Galerie de Furiani Paterno, pour les mammifères (rhinolophe, grand murin, Murin de Capaccini et Minioptère de Schreibers), et amphibiens (discoglosse sarde) qui le fréquentent.
FR9410101 - Étang de Biguglia
Le site Natura 2000 de la directive "Oiseaux" nommé FR9410101 - Étang de Biguglia, couvre une Zone d'une superficie de 1 808 ha et bénéficie d'une double protection, au titre de Réserve naturelle nationale et de zone humide au titre de la convention Ramsar.